# Der Page vom Palast-Hotel
Der Page vom Palast-Hotel ist eine österreichische Filmkomödie von Thomas Engel aus dem Jahr 1958. Sie beruht auf dem Roman Der Page vom Dalmasse-Hotel von Maria von Peteani.

## Handlung
Sängerin Friedl Helmer hat mit ihrer Band ein Engagement im Palast-Hotel erhalten. Da sich die eigentliche Sängerin des Hotels beim Direktor beschwert, dass eine andere Frau an ihrer statt singen soll, kündigt der Direktor Friedl kurzerhand, zumal sie erst nach der Band im Hotel ankommen soll. Tatsächlich wird Friedl von Schriftsteller Walter Hellberg und seinem Diener Leopold mit dem Auto mitgenommen. Dabei vergisst Friedl am Ende ihr Feuerzeug im Wagen.
In ihrer Unterkunft erfährt Friedl von den Bandmitgliedern, dass sie ohne sie auftreten müssen. Kurzerhand bewirbt sie sich auf eine ausgeschriebene Stelle des Palast-Hotels, das einen Pagen sucht. Sie verkleidet sich als Junge. Weil sie als einziger Bewerber den Leitspruch des Direktors kennt, der sein Hotel zu den einzigen vier wirklich existierenden Hotels auf der Welt zählt, wird sie eingestellt. Im Palast-Hotel kommt auch Walter unter. Er muss aufgrund einer Verletzung einen Arm in der Schlinge tragen, sodass Leopold sich um ihn kümmern muss. Als sein Diener Vater von Drillingen wird, schickt Walter ihn zu seiner Frau. Für die nächsten acht Tage soll Friedl Leopold ersetzen. Sie willigt erfreut ein.
Zu den Hotelgästen gehört die reiche Amerikanerin Mrs. Wilkinson, die stets mit ihrem ganzen Schmuck und neuerdings auch mit ihrem Diener Richard Allhard reist, und ein Auge auf Friedl wirft. Walter trifft seinen Freund Nicky Salmofer wieder, der im Hotel eine Frau zu finden hofft. Tatsächlich checken kurz darauf zwei Frauen ein: Die vermeintlichen Südamerikanerinnen Juanita und Marguarita Gonzales sind jedoch in Wirklichkeit Diebin Mimi und ihr Kompagnon Harry, die es auf den Schmuck von Mrs. Wilkinson abgesehen haben. Nicky verliebt sich in „Marguarita“ (Harry), die so ganz anders als andere Frauen ist, während Mimi sich für den Sachbuchautor Walter interessiert, den sie mit dem gleichnamigen Liebesromanschriftsteller verwechselt. Friedl ist Mimis Interesse gar nicht recht und so versucht sie alles, um sie von Walter fernzuhalten.
Da Mrs. Wilkinson dafür bekannt ist, ihren Schmuck in ihrem Hotelzimmer so gut zu verstecken, dass am Ende nicht einmal sie ihn wiederfindet, unternimmt Harry mehrere Versuche, den Schmuck heimlich in dem Hotelzimmer zu finden. Einmal wird er von ihrem Hund gestört und ein anderes Mal von Richard Allhard, der ebenfalls am Schmuck interessiert ist. Beide beschließen, im Fall eines Fundes die Beute zu teilen.
Walter findet unterdessen Gefallen an seinem Pagen und meint humorvoll, dass er ihn heiraten würde, wenn er kein Junge wäre. Als Friedl ihm einmal Feuer gibt, erkennt er, dass es sich bei dem Pagen um die junge Friedl handeln muss, hat er ihr doch über die Bandmitglieder das vergessene Feuerzeug zurückgegeben gehabt. Er testet Friedl mehrfach, bittet sie, Kleider für seine Nichte zu probieren, und nimmt sie schließlich mit den anderen Hotelgästen mit zu einer Bergtour, bei der auch eine Übernachtung eingeplant ist. Er und Friedl teilen sich ein Zimmer und Friedl entschließt sich, ihm die Wahrheit zu sagen. Walter schläft jedoch in der Lobby ein und Friedl küsst ihn am Ende vorsichtig. Erst jetzt ist sich Walter sicher, dass er es mit der jungen Frau Friedl zu tun hat.
Durch einen Zufall entdeckt Harry, dass der Schmuck in einem Leibchen versteckt ist, das der Hund trägt. Er entwendet den Stoff und flieht mit Mimi gen Bahnhof. Richard Allhard springt in ihren Wagen, bevor sie allein davonfahren können. Friedl wiederum hat den Diebstahl bemerkt und folgt dem Trio zum Bahnhof. Im Hotel glauben alle, Friedl habe den Schmuck gestohlen und sei geflohen. Walter ist tief enttäuscht. Friedl jedoch benachrichtigt am Bahnhof die Polizei, die das Trio festnehmen kann. Dabei zeigt sich, dass nur Harry und Mimi Verbrecher sind. Richard Allhard ist bei der Versicherung angestellt, bei der Mrs. Wilkinson ihren Schmuck als angeblich gestohlen gemeldet hatte. Die Versicherung zahlte eine Unsumme, ahnte jedoch, dass der Schmuck gar nicht verschwunden war, und behielt nun Recht. Friedl wiederum wird rehabilitiert und kann nun endlich Walter in die Arme fallen.

## Produktion
Der Page vom Palast-Hotel wurde 1957 gedreht. Die Kostüme schuf Gerdago, die Filmbauten stammen von Walter Schmiedl. Der Film erlebte am 23. Januar 1958 in der Kaskade in Kassel seine Deutschlandpremiere. Am 13. Dezember 1965 wurde er auf DFF 1 erstmals im Fernsehen der DDR gezeigt.
Die Romanvorlage war bereits 1933 unter dem Titel Der Page vom Dalmasse-Hotel von Victor Janson verfilmt worden.

## Kritik
Für den film-dienst war Der Page vom Palast-Hotel eine schwache Verwechslungskomödie.